# Tourelle APX

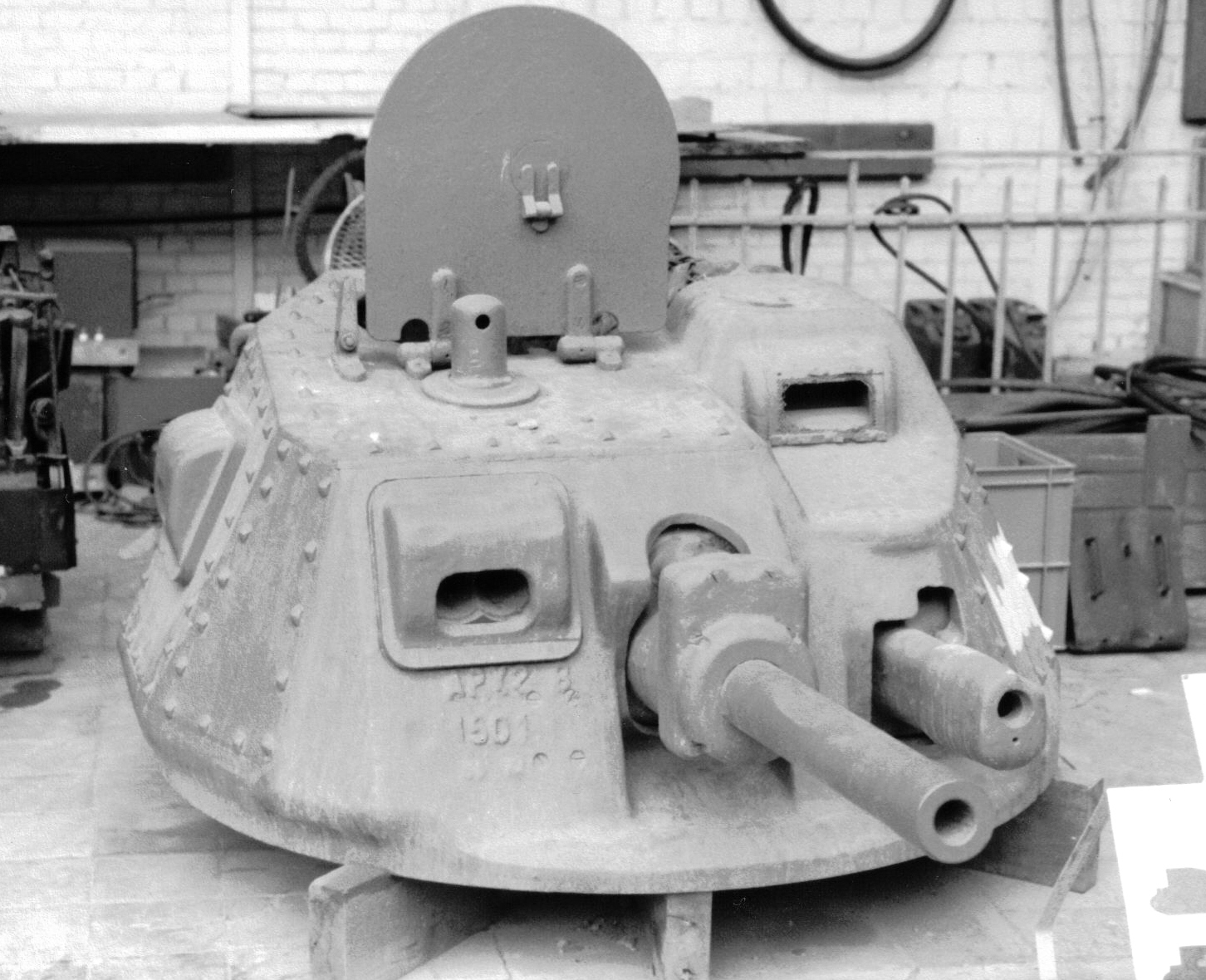
Tourelle APX 2B au Musée royal de l'Armée et de l'Histoire militaire de Bruxelles.

Les tourelles APX sont une série de tourelles conçues par l'atelier de construction de Puteaux (désigné APX) et utilisées par les blindés français pendant les années 1930.

## APX 1

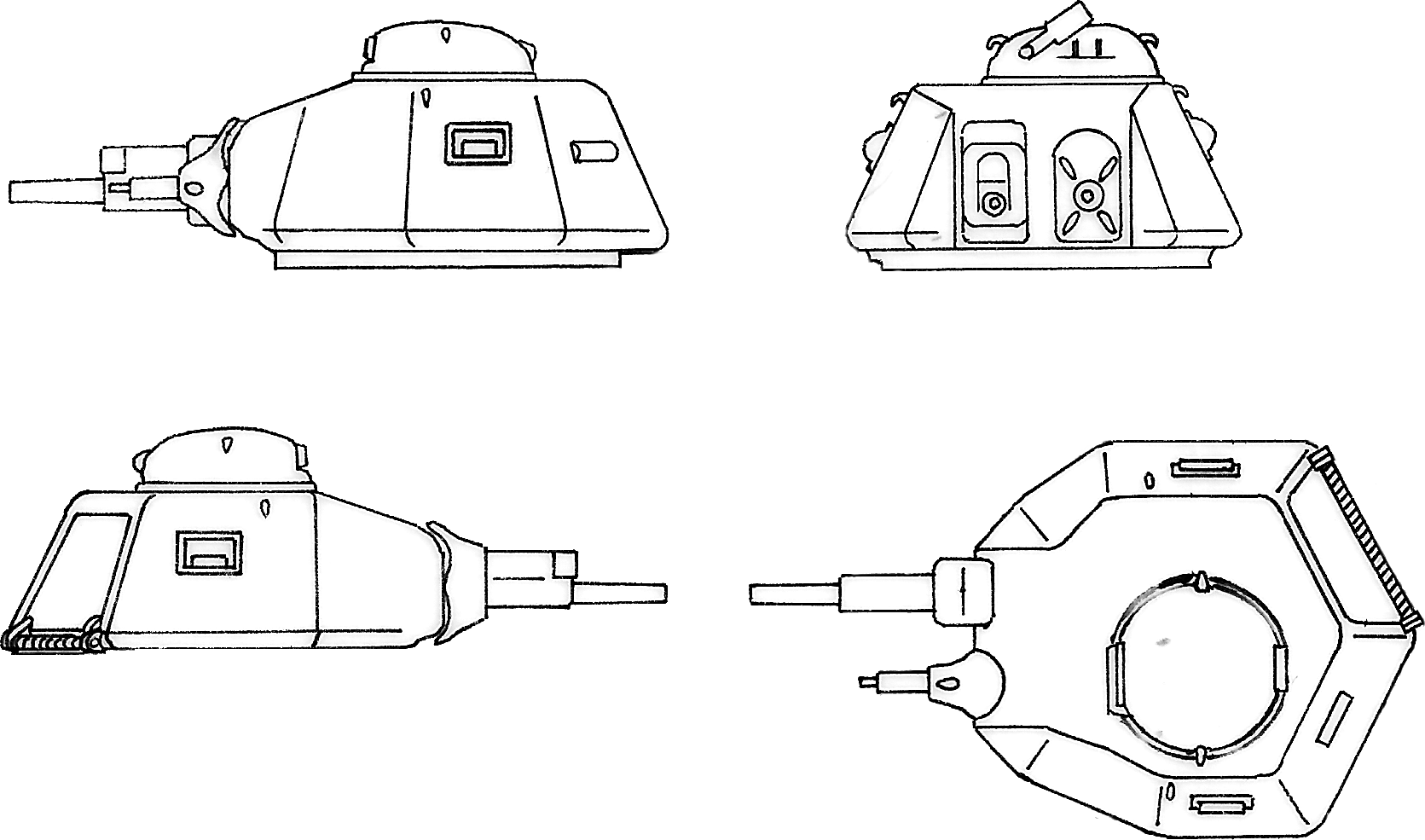
Tourelle APX 1 à canon SA 34.

La tourelle APX 1 est une tourelle monoplace, blindée à 45 mm. Armée d'un canon de 47 mm SA 34 et d'une mitrailleuse de 7,5 mm MAC 31, elle équipe le char D2, le char B1 et le prototype du SOMUA S35.
Une variante est développée pour les chars D2 livrés en 1940, l'APX 1 A. Les ailes de la tourelle ont une forme légèrement remaniée et les diascopes Chrétien sont remplacés par des épiscopes. Elle est équipée d'un canon de 47 mm SA 35 plus long, également en cours d'installation sur les D2 plus anciens et les B1.

## APX 1 CE
La tourelle APX 1 CE, est une tourelle moulé pour chemin élargi, est un modèle développé pour la cavalerie et blindé à 42 mm. Elle est considérée comme une tourelle à « un homme et demi » car le radio peut aider le chef de char à charger le canon. Armée d'un canon de 47 mm et d'une mitrailleuse de 7,5 mm MAC 31, elle équipe la moitié des AMC 34 (canon SA 34) et le SOMUA S35 (canon SA 35).

## APX 2

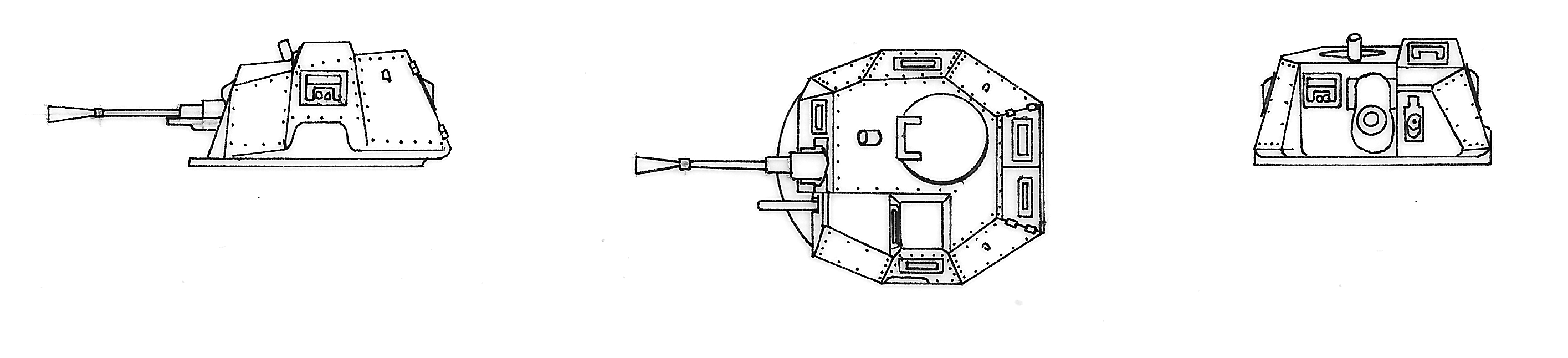
Tourelle APX 2 à canon de 25.

La tourelle APX 2 est une tourelle biplace, blindé à seulement 25 mm. Elle équipe la moitié des AMC 34 (armée d'un canon de 25 mmSA type RF) et l'AMC 35 (armée d'un canon de 47 mm SA 35).
Un modèle dérivé, l'APX 2B est une variante développée pour les autos-blindés lourds, version belge de l'AMC 35. Le canon français est remplacé par un canon de 47 mm FRC. Le diascope gauche est déplacé vers l'arrière pour permettre le remplacement de la mitrailleuse de 7,5 mm MAC 31 par une Hotchkiss de 7,65 mm.

## APX 3
La tourelle APX 3 est une tourelle biplace blindée à 13 mm. Armée d'un canon de 25 mm modèle 35 et d'une mitrailleuse MAC 31, elle équipe l'AMD 35 Panhard.

## APX 4

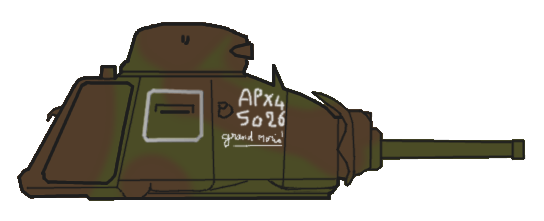
Tourelle APX 4 à la sortie d'usine d'un B1 bis (Grand Morin) produit par l'AMX à Satory en avril 1940.

La tourelle APX 4 est une tourelle monoplace blindée à 60 mm. Il est monté sur un chemin de roulement de 1 070 mm de diamètre entr'axe des billes. Armée d'un canon de 47 mm SA 35 et d'une mitrailleuse coaxiale de 7,5 mm MAC 31, elle équipe le char B1 bis.

## APX 5

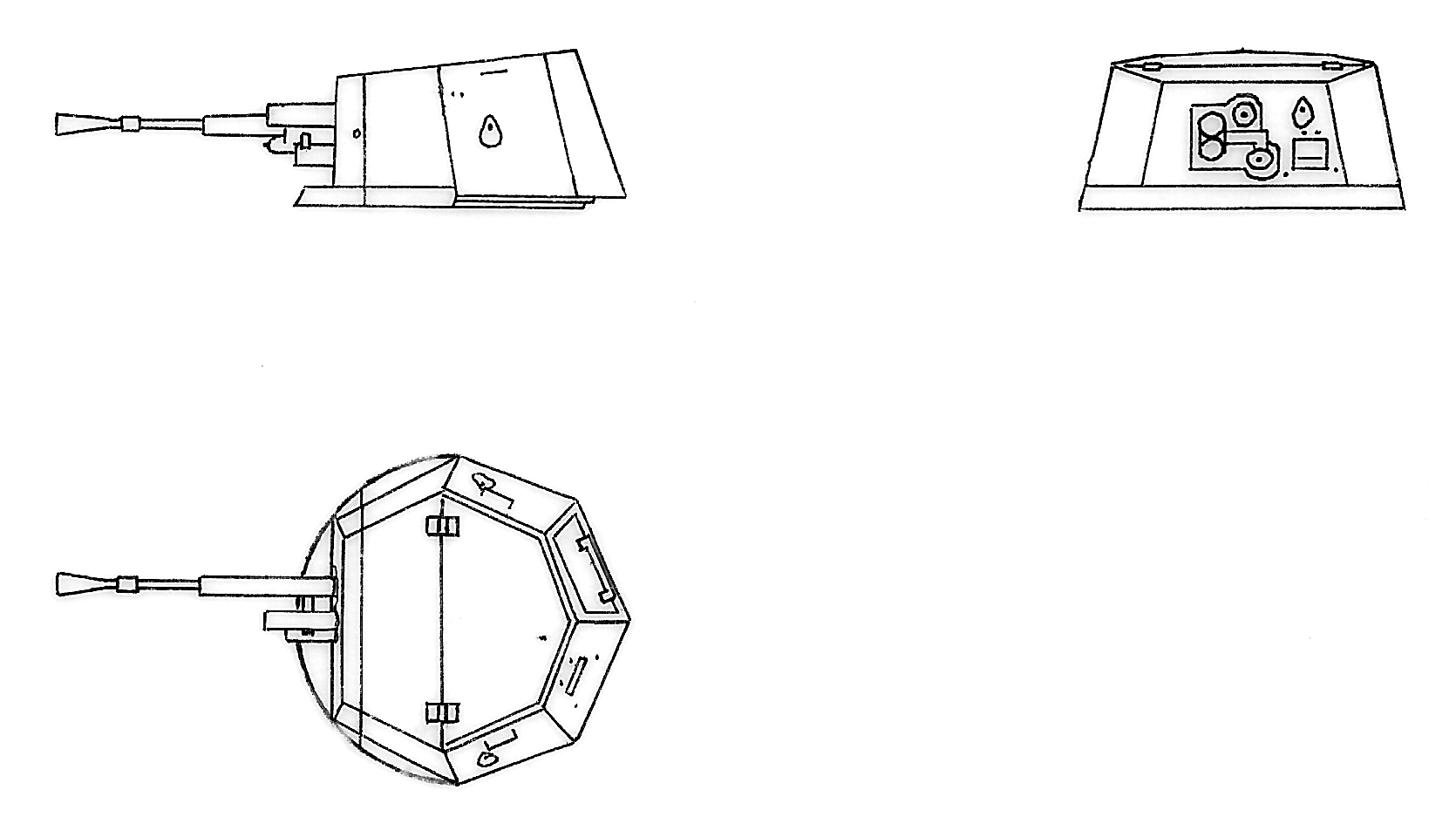
Tourelle APX 5.

La tourelle APX 5 est une tourelle monoplace. Armée d'un canon de 25 mm modèle 35 et d'une mitrailleuse MAC 31, elle équipe l'AMR 35 (Renault ZT2), l'AMD 35 colonies et le prototype de l'AM 39 Gendron-Somua.

## APX R
La tourelle APX R est monoplace, destinée aux chars légers Hotchkiss H35 et Renault R35. La lettre R désigne l'atelier de Rueil où les tourelles sont fabriquées. Elle est montée sur un chemin de roulement de 875 mm de diamètre intérieur. La tourelle de base est équipée d'un canon de 37 mm SA 18 et d'une mitrailleuse MAC 31. La version améliorée APX R1 a un canon de 37 mm SA 38.

## Considérations générales

### Nombre d'hommes en tourelle
Les blindés français de 1940 disposent en général d'une tourelle à un seul homme, le chef de char, qui se retrouve comme un « homme-orchestre » chargé de diriger le conducteur, repérer l'ennemi, charger le canon et viser. Lors de la bataille de France, les tankistes allemands notent la lenteur de la réaction des chars français. Mais cette configuration vient en fait d'un choix pratique.
Dans les chars à trois hommes d'équipage de l'infanterie, le troisième homme est un radio-télégraphiste et doit pouvoir émettre un message en morse via une tablette. Il ne peut donc pas être positionné en tourelle et les tourelles des chars B ou D2 sont donc monoplaces. Dans la cavalerie, la radio utilise un système en phonie (messages parlés). Les tourelles peuvent donc être biplaces. Toutefois, une tourelle biplace bien blindée n'est alors pas facile à produire, d'où le choix d'une tourelle à chemin élargi dans les engins très blindés.
Dans les blindés à deux hommes d'équipage, comme les AMR ou les chars légers, la tourelle est bien sûr monoplace,.

### Diascopes et épiscopes
Les tourelles APX sont équipées de diascopes Chrétien. Le chef de char observant à travers le diascope est protégé par deux cônes en verre trempé. En cas de choc, le cônes touché recule et déclenche un obturateur blindé. Mais cette méthode bloque alors la vision. Les diascopes sont donc remplacés par des épiscopes PPL RX 160 à vision indirecte sur toutes les tourelles APX, sauf l'APX 2 et les APX 3 de première série.

### Production
La production de l'APX 3 et de l'APX 5 est très lente. De nombreuses AMD Panhard seront dépourvues de tourelle en mai 1940, tandis que les AMR 35 ZT2, livrées en 1938-1939, ne recevront leurs tourelles qu'en 1940.